# تی‌دی‌اس
تی‌دی‌اس (انگلیسی: Telephone and Data Systems) شرکت مخابرات آمریکایی است، که در سال ۱۹۶۹ تأسیس شد.